# Красноспинная горихвостка
Красноспинная гориховостка (лат. Phoenicurus erythronotus) — вид птиц из рода горихвосток семейства мухоловковых (Muscicapidae). Обитает в окрестностях Байкала, Монголии, Казахстане, западном Китае, Кыргызстане и северном Таджикистане. Подвидов не выделяют.

## Описание
Размер красноспинной горихвостки — 15 см, масса — 15—22 г. У размножающегося самца крылья и хвост как у алашанской горихвостки (Phoenicurus alaschanicus), но голова до затылка бледно-серая, с чёрной маской. Подбородок до груди и бока оранжево-русые, середина тела до брюшка белая, клюв и ноги чёрные. У негнездящегося самца верхняя часть оперения беловато-бурая.
Самка бледно-коричневая с двумя узкими бурыми полосами на крыльях, рисунок хвоста как у самца.
Молодые особи бледнее самок, с более тёмной окраской сверху и снизу, окраска хвоста как у взрослых.

## Биология
Населяет кустарниковые заросли, поля с каменными насыпями, опушки и поляны в негустых сухостойных хвойных лесах в горах, прогалины и кустарники в лесу, низкорослые деревья и кроны деревьев, до высоты 5400 м. В Киргизии предпочитает климатически более влажные районы, чем седоголовая горихвостка.
Зимой спускается ниже 2100 м в заболоченные места, рощи акации и дюны, сухие русла рек, кустарниковые джунгли, можжевеловые леса, оливковые рощи и сады. В Пакистане на холмистых участках с разбросанными деревьями и кустарниками, склоны и овраги с диким миндалем (Prunus eburnia) и низкорослым Juniperus macropoda, или ивами и кустами тамариска вдоль речных долин.

## Поведение

### Песня
Поёт с дерева или куста, иногда в полёте, песня представляет собой быструю немузыкальную смесь коротких, резких, писклявых, жужжащих, хриплых и часто невнятных нот на широко варьирующихся тонах. Часто исполняется в быстрой последовательности, иногда с подражанием. Позывки включают в себя низкое «drrr-drrr» или «krreck-krreck», кваканье «gre-e», носовое хриплое «chaaan» и громкое «few-eet».

### Питание
В рацион летом входят в основном насекомые, особенно взрослые и личиночные жуки и гусеницы. Вне сезона размножения играют роль фрукты и семена. Рацион растительной пищи разнится по ареалу:
- Желудки красноспинных горихвосток из Казахстана (октябрь-март) содержали стрекоз, кузнечиков, жуков, мух и личинок мух, муравьев, жуков из шести семейств, пауков, многоножек, семена, ягоды барбариса, семена и стебли Rhamnus.
- В Кыргызстане в одних желудках из августа находились ягоды облепихи (Hippophae rhamnoides) и семена бобовых, в других (зимой) — ягоды Hippophae и Berberis, семена гречишных (Polygonaceae), шиповника (Rosa) и другой растительный материал, а также жуки.
- В Таджикистане ягоды Eleagnus могут быть важнейшим зимним кормом до конца января. Vaccinium также, по сообщениям, важный компонент рациона, предположительно в конце лета — начале зимы.
- Желудки из Узбекистана (ноябрь-декабрь и март) содержали насекомых и пауков с очень небольшим количеством растительного материала.

Кормится с низкого насеста, ловит насекомых в воздухе. Также передвигается по земле или среди растительности, чтобы собирать беспозвоночных и срывать или собирать ягоды.

### Размножение
Гнездится в июне-июле в Средней Азии и Южной Сибири. Гнездо представляет собой небольшую чашечку из стеблей травы и мха на основании из веток, дно выстлано шерстью и мехом. Гнездо располагается на земле под корнями или между камнями. В кладке обычно 3—6 яиц, бледно-зелёного цвета с коричневато-серыми крапинками.

## Классификация
Вид был описан Эдуардом Александровичем Эверсманом в 1841 году.

## Галерея

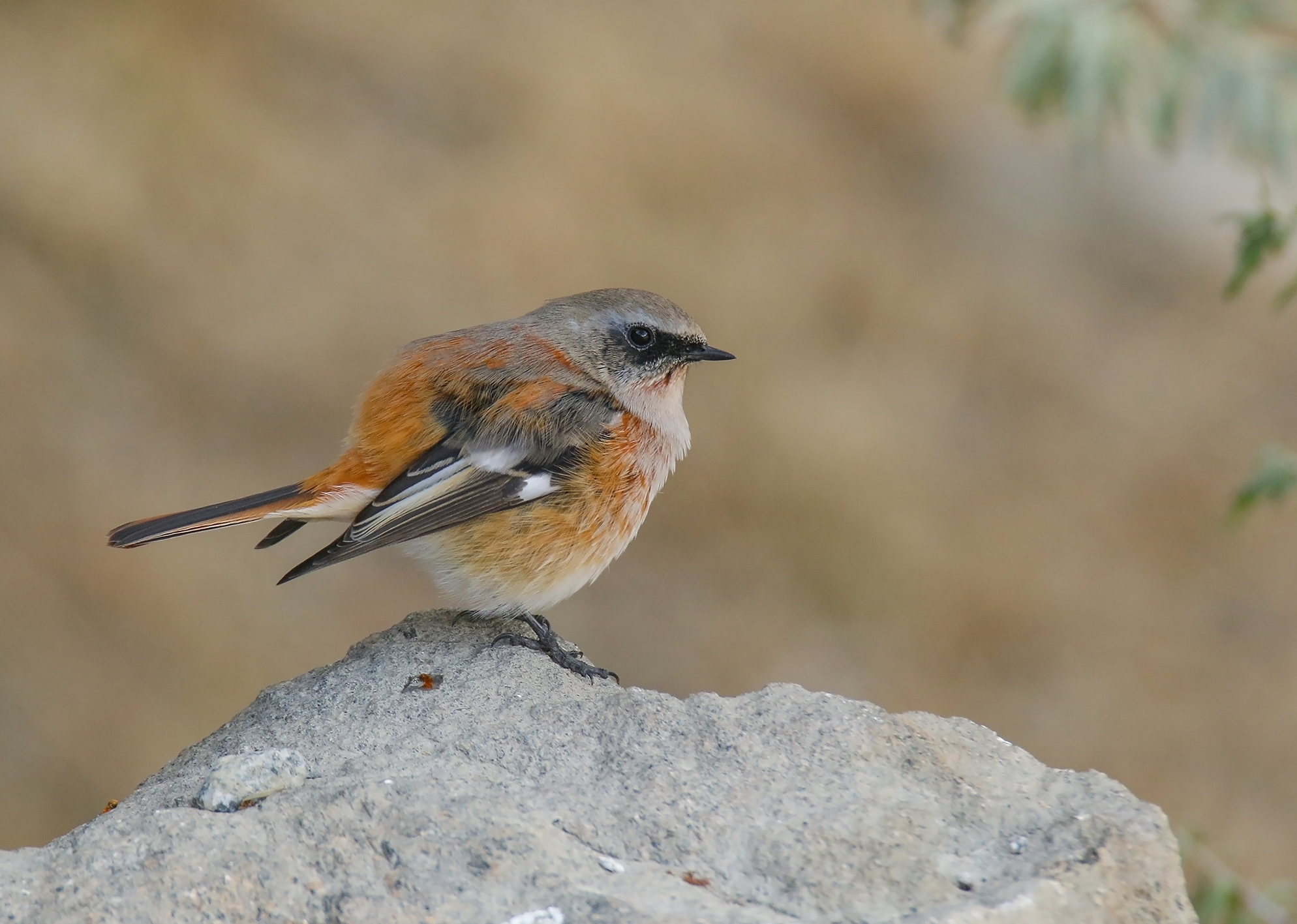
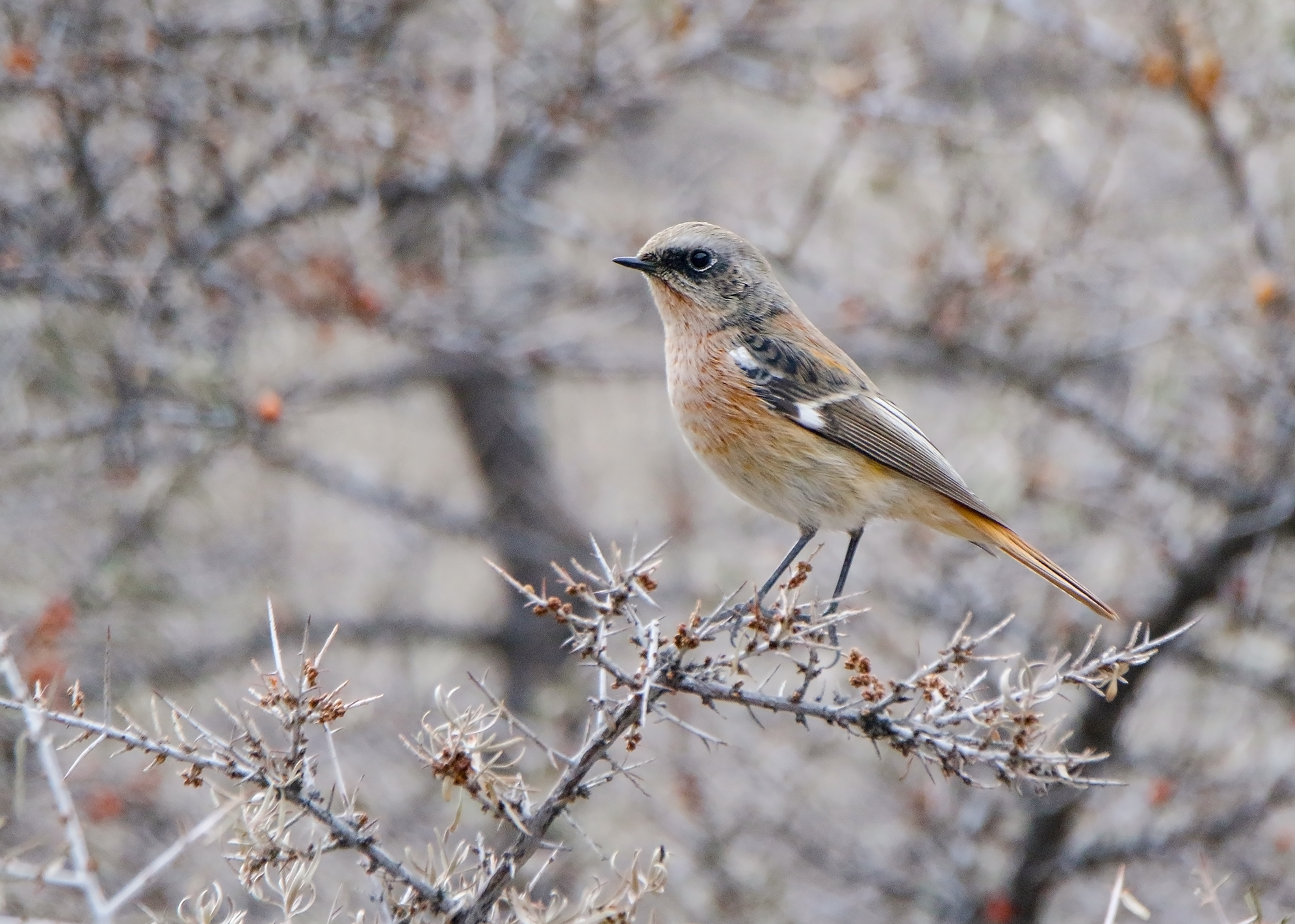
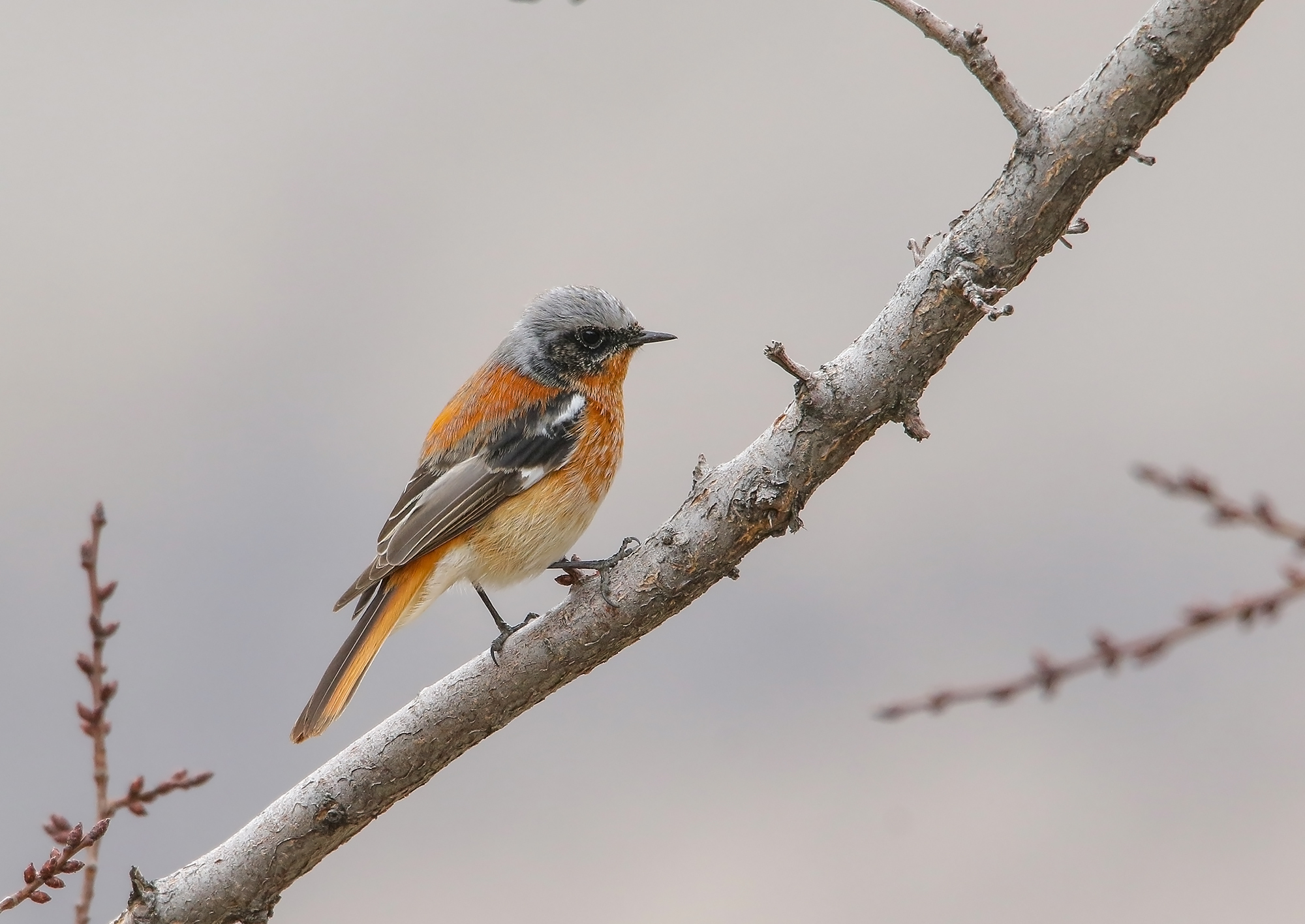
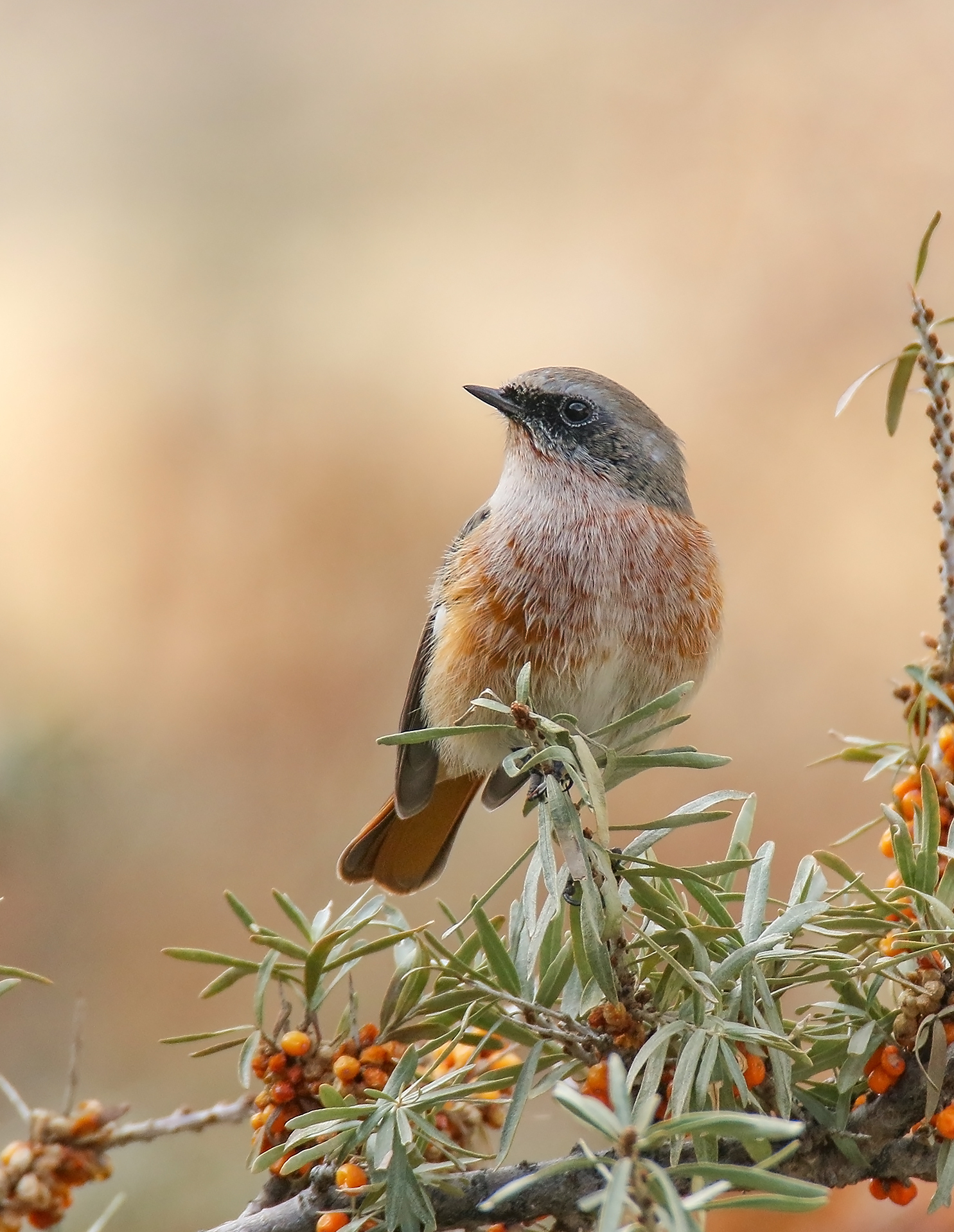
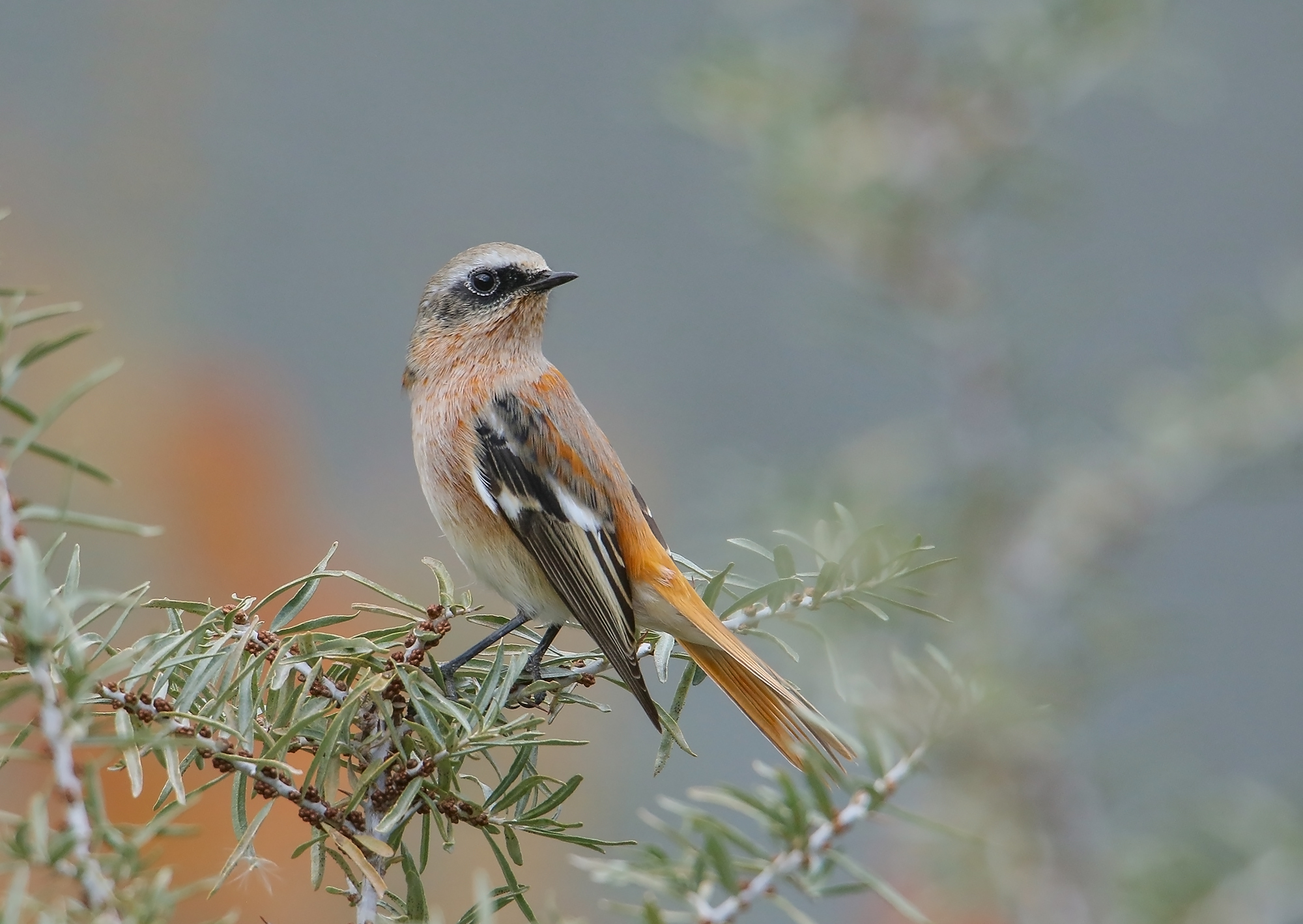